# Angelina Michajlova
Angelina Michajlova, född den 9 juni 1960 i Plovdiv Bulgarien, är en bulgarisk basketspelare som var med och tog OS-silver 1980 i Moskva. Detta var andra gången damerna deltog vid de olympiska baskettävlingarna, tillika andra gången Bulgarien tog medalj.